# Heinrich Thoma
Heinrich «Heini» Thoma (* 16. Oktober 1900; † 16. Oktober 1982) war ein Schweizer Ruderer.

## Biografie
Heinrich Thoma wurde 1921 Europameister mit dem Achter. 1923 und 1924 folgten zwei weitere Europameistertitel im Doppelzweier. Bei den Olympischen Sommerspielen 1924 in Paris gewann Thoma zusammen mit Rudolf Bosshard in der Regatta mit dem Doppelzweier die Bronzemedaille.